# The KLF
The KLF (známá také jako The Justified Ancients of Mu Mu nebo The Timelords) byla jedna z nejvýznamnějších hudebních seskupení žánru acid house ve Velké Británii. Zkratka KLF měla znamenat Kings of Low Frequency, Králové nízké frekvence, někdy také Kopyright Liberation Front. Vrchol slávy zažili na přelomu osmdesátých a devadesátých let dvacátého století.
Členové skupiny Bill Drummond (alias King Boy D) a Jimmy Cauty (alias Rockman Rock) se dali dohromady v roce 1987. Pod jménem The Justified Ancients of Mu Mu vydávali skladby plné samplů, inspirované hiphopovými postupy. Pod jménem The Timelords vyšel hit Doctorin‘ the Tardis, který se dostal na první příčku britské hitparády (což se stalo námětem knihy Manuál - jak se dostat na vrchol hitparády).
Jako The KLF se Drummond s Cautym proslavili nejvíce. Dali vzniknout stylu nazývanému „stadionový house“ (stadium house) – taneční hudba využívající zvuky aplaudujícího davu, produkovaná pomocí postupů známých z pop-rockových skladeb. Vznikla tak následující trilogie singlů, které se staly mezinárodními hity: 3 AM Eternal, Last Train to Trancentral a What Time Is Love?. Jsou také vnímáni jako hudebníci, kteří povýšili samplování cizích skladeb na legitimní součást hudební tvorby.
The KLF byli také průkopníky hudebního stylu chill-out, když vydali album nazvané Chill Out (termín se vžil jako název odpočinkové, relaxační odnože elektronické taneční hudby).
V srpnu 1994 na skotském ostrově Jura spálili Bill Drummond s Jimmym Cautym milion liber v bankovkách.
Na počátku roku 2021 oznámila skupina opětovné vydání svých nahrávek, které se tak poprvé dostaly v legální podobě na internet.  